# Sergio Zardini
Sergio Zardini   (Torí, 22 de novembre de 1931 - Lake Placid, 22 de febrer de 1966) fou un pilot de bob italià que va competir durant les dècades de 1950 i 1960.
El 1964 va prendre part en els Jocs Olímpics d'Hivern d'Innsbruck, on disputà les dues proves del programa de bob. Guanyà la medalla de plata en la prova del bobs a dos, formant equip amb Romano Bonagura, mentre en el bobs a quatre finalitzà en quarta posició. En el seu palmarès també destaquen una medalla d'or, sis de plata i tres de bronze al Campionat del món de bob.
En acabar els Jocs de 1964 emigrà al Canadà, on continuà competint. Va morir en un accident a Lake Placid quan el bob que pilotava sortí de la pista i xocà contra l'estructura de la mateixa.